# Praxithea seabrai
Praxithea seabrai es una especie de escarabajo longicornio del género Praxithea, tribu Torneutini, subfamilia Cerambycinae. Fue descrita científicamente por Tavakilian & M. L. Monné en 2002.
La especie se mantiene activa durante los meses de febrero, marzo, abril, mayo, junio, julio, agosto, septiembre y octubre.

## Descripción
Mide 22-34 milímetros de longitud.

## Distribución
Se distribuye por Brasil y Guayana Francesa.